# 施柏宇
施柏宇（パトリック・シー、英：Patrick Shih、1996年8月9日 - ）は、中華民国（台湾）の俳優、モデル。

## 来歴
2018年、台湾BLドラマ、『HIStory2 越界〜君にアタック!』で義兄弟のカップルを演じた。
2019年、『時をかける愛』で主役三人のうちの一人「莫俊傑（モー・ジュンジエ）」を演じ、ブレイク。

## 出演作品

### テレビドラマ
- 『HIStory2 越界〜君にアタック!』 - 2018年
- 『時をかける愛』 - 2019年

### 映画
- 『劇場版 時をかける愛』 - 2022年